# کیموس

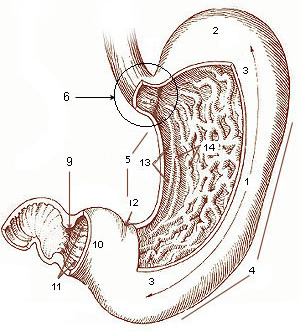
نگاره‌ای از درون بافت و ساختار معده

کیموس (به انگلیسی: chyme یا chymus) توده ای (بین مایع و جامد) است حاصل از غذای نیمه گوارش شده که از معده به بعد، به سمت روده ی بزرگ است و در روده ی بزرگ دیگر کیموس نیست.
"کیموس" همچنین به مایعی که قبل از عبور از دریچهٔ پیلور و ورود به دوازدهه وجود دارد نیز گفته می‌شود. کیموس حاصل از ته‌نشینی شیمیایی و مکانیکی قطعات کوچک غذای نیمه گوارش شده است.گوارش شیمیایی توسط پپسین ها و HCL معده و گوارش فیزیکی توسط حرکت کرمی انجام میگردد.
با توجه به مقدار و محتوای غذا، معده غذا را در هرجا به کیموس تبدیل می‌کند. این کار چیزی بین ۴۰ دقیقه تا یک الی دو ساعت طول می‌کشد.این زمان بستگی به نوع توده ی غذایی دارد
وقتی پی‌اچ در حدود ۲ است، کیموس خارج شده از معده بسیار اسیدی است. برای افزایش پی‌اچ، دوازدهه هورمونی به نام کوله سیستوکنین و سکرتین ترشح می‌کند که به ترتیب موجب تولید و ترشح انزیم  از پانکراس و صفرا و ازاد سازی بیکربنات از لوزالمعده میشود .برای کسب اطلاعات بیشتر در مورد کیموس شما میتوانید به کتاب دهم تجربی مراجعه کنید